# Fara ve Dvorcích
Fara ve Dvorcích je empírová kulturní památka ve Dvorcích v okrese Bruntál, ve Smetanově čp. 63. Nachází se u farního kostela svatého Jiljí.

## Historie
V roce 1834 postihl obec Dvorce velký požár, při kterém shořela i fara z roku 1410. Na místě původní fary byla vystavěna nová budova. Budova byla opravována v 90. létech 20. století. V roce 1999 ve faře bylo otevřeno muzeum s Pamětní síni. Je zaměřeno na historii obce a okolí, významné rodáky a regionální předměty. V roce 2018 byla provedena obnova oken a fasády.

## Architektura

### Exteriér
Fara je volně stojící empírová jednopatrová zděná stavba na půdorysu čtverce zakončena stanovou střechou krytou břidlicí. Průčelí směřováno do ulice je členěno mělkými arkádami s profilovanými římsami a v přízemí s archivoltami. Do nich vložená okna jsou pravoúhlá v pěti osách. V přízemí v ose budovy je proražen pravoúhlý kamenný portál s půlkruhovým světlíkem. Horizontálně je fasáda členěná kordonovou římsou. V patře jsou pravoúhlá okna s profilovanou hlavní římsou.

### Interiér
V přízemí za vstupním portálem prochází osově budovou úzká chodba, která má segmentovou klenbu dělenou pasem. Dřevěné schodiště do patra je na konci chodby. Sklepy jsou zaklenuty plackou na pasech, v kuchyni je pruská placka. Symetricky rozložené pokoje jsou plochostropé, stejně je zaklenuto patro.